# Узлесье (Луганская область)
Узлесье (укр. Узлісся) — село, относится к Беловодскому району Луганской области Украины.
Население по переписи 2001 года составляло 68 человек. Почтовый индекс — 92806. Телефонный код — 6466. Занимает площадь 0,78 км². Код КОАТУУ — 4420689203.

## Местный совет
92806, Луганська обл., Біловодський р-н, с. Плугатар, вул. Комарова, 1  (укр.)